# ミス・マンダリン
ミス・マンダリン、ミス・マンダリンジャパン（英語: Miss Mandarin Japan）は、東京マンダリンアワード (旧名称: Japanese & Mandarin Union-JMU) が2018年（平成30年)から創設したミス・コンテスト。
「日本と中国を繋ぐ友好大使」、そして「日本一美しいチャイニーズスピーカー」を選出することを目的とした美のコンテスト。

## 概要
2018年（平成30年）に、東京マンダリンアワードが創設した中国語言語者を対象としたミス・コンテストで、2022年（令和4年）で5回目の開催となる。
参加するコンテスタントたちには、日本と中華圏の友好の懸け橋として、文化相互理解の促進と、平和発展に積極的に貢献できる社会性が求められる。
本コンテストは第1回目の開催時より、中国最大級のSNSであるWeiboがオフィシャル・メディアパートナーとして名を連ねており、グランプリ受賞者にはWeibo Japanより芸能人・著名人公式アカウントが贈呈されている。 
第1回目の2018年は、中国で最も著名な日本人俳優である矢野浩二が大会最高顧問を務めた。

## 歴代ミス受賞者

### ミス・マンダリンジャパン
| 回 | 開催年 | グランプリ   | 準グランプリ |
| -- | ------ | ------------ | ------------ |
| 1  | 2018年 | 吉川慧玲     | 江原郁美     |
| 2  | 2019年 | 井ノ内綺華   | 稲葉千尋     |
| 3  | 2020年 | 楢原優佳     | 美蘭         |
| 4  | 2021年 | 小雪         | 高木千鶴     |
| 5  | 2022年 | 能﨑愛       | 鈴木優子     |
| 6  | 2023年 | 阿波連さゆり |              |

### ミス・チャイナドレス・ジャパンコンテスト
| 回 | 開催年 | グランプリ |
| -- | ------ | ---------- |
| 1  | 2020年 | 美蘭       |
| 2  | 2021年 | 高木千鶴   |
| 3  | 2022年 | 能﨑愛     |
| 4  | 2023年 | 長瀬由佳   |

## 参考
- China, Record. “「第1回ミス・マンダリンコンテスト2018」グランプリ決定！特別審査員に矢野浩二登場で大盛況” (jp). Record China. 2022年1月23日閲覧。
- “【角度】华媒实习记者镜头下的日本华语小姐大奖赛” (英語). www.sohu.com. 2022年1月23日閲覧。